# Луиза Датская (1726—1756)
Луиза Датская ((дат. Louise af Danmark), 19 октября 1726, Копенгаген, Дания — 8 августа 1756, Хильдбургхаузен) — принцесса Датская и Норвежская, дочь короля Кристиана VI и Софии Магдалены Бранденбург-Кульбахской, в браке — герцогиня Саксен-Гильдбурггаузенская, супруга герцога Эрнста Фридриха III.

## Биография

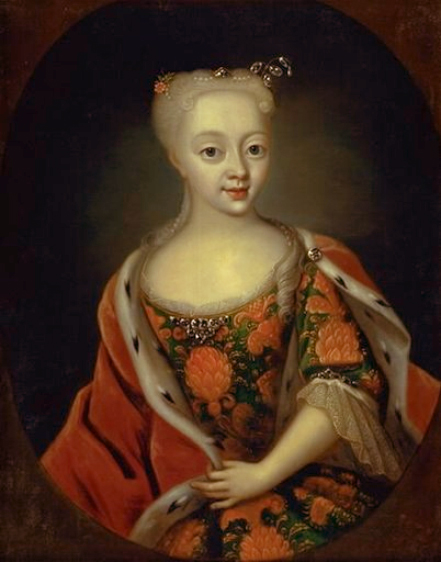
Принцесса Луиза в детском возрасте.

Луиза родилась 19 октября 1726 года в Королевском дворце в Копенгагене. Она стала третьим ребенком и второй дочерью в семье наследного принца Дании и Норвегии Кристиана и принцессы из династии Гогенцоллернов Софии Магдалены Бранденбург-Кульбахской. В семье к тому времени уже родились принц Фредерик (будущий король Фредерик V) и сестра, принцесса Луиза, умершая в младенчестве. В 1730 году Кристиан стал королём Дании и Норвегии.
Луиза росла при дворе, который одновременно считался религиозным, жестким и слишком роскошным. Отношения дочери и родителей не сложились, по характеру они были полными противоположностями. Принцессу описывали как живую девушку, которая совсем не вписывалась в строгие и жесткие рамки королевского двора. Традиции и королевский протокол раздражали принцессу. Отец к письме к своему другу, графу Кристиану Гюнтеру Штольбергу, жаловался на слишком «мятежный характер» своей дочери.
Как дочь короля, принцесса считалась одной из самых завидных невест Европы. Строились планы, чтобы выдать Луизу за британского принца Уильяма Августа, герцога Кумберлендского, а также за Адольфа Фредерика Гольштейн-Готторпского (с 1751 года он стал королём Швеции), на брак с которым очень рассчитывал отец Луизы. При дворе рассматривали возможный брак принцессы Луизы и наследника российского престола Карла Петера Ульриха, будущего императора Петра III, однако слишком далекий и варварский русский трон, где постоянно случались государственные перевороты, пугал короля. Ни один из этих династических планов так и не был воплощен.

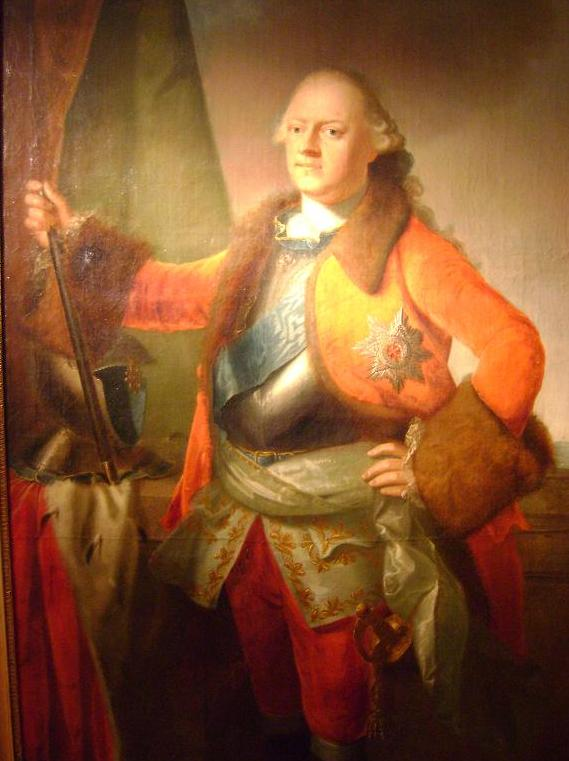
Эрнст Фридрих III Саксен-Гильдбурггаузенский

В 1746 году король Кристиан VI умер и на престол взошел брат Луизы Фредерик V. В 1749 году у принцессы возникла симпатия к камер-юнкеру Бендиксу Алефельдт. Ходили слухи, что Луиза родила от него ребенка. Алефельдта быстро посадили в тюрьму Мункхольм, на одноименном уединенном острове посреди Тронхеймс-фьорда, где он находился до ноября 1752 года, а Луизу брат решил побыстрее выдать замуж.
1 октября 1749 года принцесса Луиза вышла замуж за герцога Саксен-Гильдбурггаузенского Эрнста Фридриха III. Свадьба состоялась в Копенгагене. Жениху и невесте на тот момент исполнилось по 22 года. В честь свадьбы король Фредерик V наградил жениха высшими наградами Дании: орденом Слона, орденом Верности и орденом Данеброг. После свадьбы супруги переехали в Гильдбурггаузен.
Супруг оказался достаточно образованным человеком, интересовался искусством, но был слишком расточительным. От брака родилась одна дочь:
- Фредерика София Юлиана Каролина (1755—1756), скончавшаяся в возрасте 1 года.

Луиза умерла на следующий год после рождения дочери, не дожив до своего 30-летия. Она была похоронена в семейной усыпальнице в замковой церкви Гильдбургхаузена. Сейчас покоится в своде под памятником, созданным в 1925 году, на муниципальном кладбище города. Эрнст Фридрих женился повторно на двоюродной сестре Луизы — принцессе Кристиане Бранденбург-Кульмбахской. Она также умерла от тяжелых родов через девять месяцев после брака. Эрнст Фридрих заключил третий брак с Эрнестиной Саксен-Веймарской, которая родила ему троих детей.